# 禾滩镇
禾滩镇是中华人民共和国湖南省怀化市新晃侗族自治县下辖的一个乡镇级行政单位。

## 行政区划
禾滩乡下辖以下地区：
闪溪村、禾岑村、龙洞村、大田村、青山村、岑贡村、洛溪村、世溪村、进蚕村、禾滩村、文祥村和岑芒村。

## 历史
2015年10月，洞坪乡的洞坪、大坪、姑召、大坪坡、杨柳冲等村和李树乡的三江、岑朗、岁溪、龙兴等村并入禾滩乡，并且升格为“禾滩镇”。

## 地理
禾滩镇坐落在新晃侗族自治县中部，北面是晃州镇，西面是鱼市镇，东北是波洲镇，东面是步头降苗族乡，南面是中寨镇和扶罗镇。
最高点是滚马坡，海拔916.7米。
扶罗河流经禾滩镇。

## 交通
232省道南北方向穿过禾滩镇，北接晃州镇，西南接扶罗镇。